# Козаев, Ушанг Алексеевич
Ушанг Алексеевич Козаев (11 ноября 1952 года, с. Думастури, Ахметский район, ГрССР, СССР — 29 ноября 2017 года, Владикавказ, Северная Осетия, Россия) — советский и российский художник, академик Российской академии художеств (2017).

## Биография
Родился 11 ноября 1952 года в с. Думастури ГССР, жил и работал в г. Владикавказе.
В 1975 году — окончил Цхинвальское художественное училище.
С 1978 года — член Союза художников СССР и России.
В 2012 году — избран членом-корреспондентом, в 2017 году — академиком Российской академии художеств от Южного регионального отделения.
Ушанг Алексеевич Козаев умер 29 ноября 2017 года во Владикавказе.

## Основные работы
«Первый пахарь» (1985), «Соседи» (1985), «Золотая рыбка» (1987), «Мой сосед Павлик» (1990), «Дорога Аланов» (1990), «Вечер» (1990), «Южная Осетия» (1990), «Фашизм» (1990), «Приближение» (1991), «Посвящается войне» (1993), «Желтое пятно» (1995), «Полет орла» (1995), «Полет» (2000), «Танцующее небо» (2000), «Просвет» (2000), «Прорыв» (2000), "После дождя) (2001), «Композиция» (2003), "Рождение (Диптих) (2003), «Посвящается Беслану» (2004), «Посвящается Беслану часть II» (2005), «Солнце взошло из России» (2007), "Посвящается Коста Хетагурову (2007), «Беатриса» (2008), "Цхинвал 08.08.08 (2008), «Похищение Европы» (2008), «Полет Георгиева над миром» (2008), «Братья» (2009).
Работы находятся в государственных музеях России, Южной Осетии и Грузии и в частных собраниях зарубежных коллекционеров.

## Награды
- Заслуженный художник Российской Федерации (2012)
- Народный художник Южной Осетии (2000)
- Заслуженный художник Северной Осетии (2005)